# Coupe de la Ligue islandaise de football 2010
La coupe de la ligue islandaise de football 2010 (Lengjubikarinn 2010) est la 15e édition de cette compétition d'avant-saison islandaise. Cette édition connaît une nouvelle organisation de la phase de poule avec la mise en place de 3 groupes de 8 équipes où les 2 premiers et les 2 meilleurs troisièmes sont qualifiés pour le tableau final.
La compétition débute le 20 février 2010 et la finale a lieu le 1er mai 2010 entre le Breiðablik Kopavogur et le KR Reykjavík dans le Kórinn, la salle indoor de Kopavogur. 
Le KR Reykjavík remporte pour la quatrième fois de son histoire la coupe de la Ligue islandaise, sur le score de 2-1. La dernière victoire du club dans cette compétition remontait à l'édition 2005. De son côté, le Breiðablik Kopavogur échoue pour la seconde année consécutive en finale.

## Déroulement de la compétition

### Poule 1 (Lengjubikarinn - A deild karla riðill 1)

#### Classement
| Pos | Club                 | Match | G | N | P | Pour | Contre | Dif. | Points |          |
| --- | -------------------- | ----- | - | - | - | ---- | ------ | ---- | ------ | -------- |
| 1   | Þór Akureyri         | 7     | 4 | 1 | 2 | 16   | 9      | +7   | 13     | Qualifié |
| 2   | UG Grindavík         | 7     | 4 | 1 | 2 | 13   | 8      | +5   | 13     | Qualifié |
| 3   | ÍA Akranes           | 7     | 4 | 1 | 2 | 16   | 14     | +2   | 13     |          |
| 4   | Stjarnan Garðabær    | 7     | 3 | 1 | 3 | 13   | 14     | -1   | 10     |          |
| 5   | Haukar Hafnarfjörður | 7     | 3 | 1 | 3 | 13   | 14     | -1   | 10     |          |
| 6   | Fylkir Reykjavík     | 7     | 2 | 3 | 2 | 10   | 9      | 1    | 9      |          |
| 7   | KF Fjarðabyggðar     | 7     | 2 | 0 | 5 | 9    | 17     | -8   | 6      |          |
| 8   | UMF Njarðvík         | 7     | 1 | 2 | 4 | 5    | 14     | -9   | 5      |          |

#### Matchs
- 20/02/10 - Fjarðabyggð 0-1 Þór
- 21/02/10 - Fylkir 3-1 Stjarnan
- 22/02/10 - ÍA 3-1 Njarðvík
- 23/02/10 - Grindavík 1-2 Haukar
- 27/02/10 - Haukar 3-4 ÍA
- 27/02/10 - Fjarðabyggð 1-4 Grindavík
- 27/02/10 - Stjarnan 3-1 Þór
- 05/03/10 - ÍA 3-1 Fjarðabyggð
- 07/03/10 - Njarðvík 2-3 Fjarðabyggð
- 07/03/10 - Stjarnan 4-1 Haukar
- 13/03/10 - ÍA 4-4 Stjarnan
- 13/03/10 - Grindavík 3-2 Þór
- 13/03/10 - Fylkir 0-0 Njarðvík
- 18/03/10 - ÍA 2-1 Fylkir
- 20/03/10 - Grindavík 3-2 Stjarnan
- 25/03/10 - Njarðvík 1-1 Haukar
- 28/03/10 - Fjarðabyggð 1-4 Haukar
- 28/03/10 - Þór 3-3 Fylkir
- 31/03/10 - Haukar 2-1 Fylkir
- 01/04/10 - Þór 5-0 Njarðvík
- 09/04/10 - Stjarnan 2-0 Njarðvík
- 09/04/10 - Fylkir 2-1 Fjarðabyggð
- 10/04/10 - Grindavík 2-0 ÍA
- 10/04/10 - Haukar 0-2 Þór
- 15/04/10 - Fylkir 0-0 Grindavík
- 17/04/10 - Þór 2-0 ÍA 	Boginn
- 17/04/10 - Fjarðabyggð 2-1 Stjarnan
- 18/04/10 - Njarðvík 1-0 Grindavík

### Poule 2 (Lengjubikarinn - A deild karla riðill 2)

#### Classement
| Pos | Club               | Match | G | N | P | Pour | Contre | Dif. | Points |          |
| --- | ------------------ | ----- | - | - | - | ---- | ------ | ---- | ------ | -------- |
| 1   | Fram Reykjavík     | 7     | 6 | 1 | 0 | 16   | 7      | +9   | 19     | Qualifié |
| 2   | FH Hafnarfjörður   | 7     | 5 | 1 | 1 | 20   | 5      | +15  | 16     | Qualifié |
| 3   | Valur Reykjavík    | 7     | 4 | 2 | 1 | 12   | 4      | +8   | 14     | Qualifié |
| 4   | UMF Selfoss        | 7     | 4 | 0 | 3 | 8    | 12     | -4   | 12     |          |
| 5   | Víkingur Reykjavík | 7     | 3 | 0 | 4 | 10   | 11     | -1   | 9      |          |
| 6   | Fjölnir Reykjavík  | 7     | 2 | 0 | 5 | 9    | 19     | -10  | 6      |          |
| 7   | Leiknir Reykjavík  | 7     | 1 | 1 | 5 | 8    | 14     | -6   | 4      |          |
| 8   | KA Akureyri        | 7     | 0 | 1 | 6 | 6    | 17     | -11  | 1      |          |

#### Matchs
- 20/02/10 - Valur 0-3 FH
- 20/02/10 - Víkingur R. 3-0 KA
- 21/02/10 - Fram 3-1 Selfoss
- 21/02/10 - Leiknir R. 3-4 Fjölnir
- 25/02/10 - FH 2-0 Víkingur R.
- 25/02/10 - Fram 2-1 Leiknir R.
- 27/02/10 - Selfoss 1-0 KA
- 01/03/10 - Fjölnir 0-3 Valur
- 04/03/10 - Selfoss 2-1 Fjölnir
- 06/03/10 - KA 1-4 Fram
- 11/03/10 - Valur 1-1 Fram
- 11/03/10 - Víkingur R. 3-0 Fjölnir
- 12/03/10 - Leiknir R. 1-2 Selfoss
- 14/03/10 - KA 3-3 FH
- 18/03/10 - Víkingur R. 1-0 Leiknir R.
- 18/03/10 - FH 6-1 Fjölnir
- 19/03/10 - Valur 3-0 Selfoss
- 26/03/10 - Leiknir R. 0-0 Valur
- 27/03/10 - Fram 3-2 Víkingur R.
- 27/03/10 - Fjölnir 2-0 KA
- 28/03/10 - Selfoss 0-3 FH
- 31/03/10 - KA 0-1 Valur
- 01/04/10 - FH 3-0 Leiknir R.
- 09/04/10 - Valur 4-0 Víkingur R.
- 10/04/10 - KA 2-3 Leiknir R.
- 10/04/10 - Fram 1-0 FH
- 15/04/10 - Fjölnir 1-2 Fram
- 16/04/10 - Víkingur R. 1-2 Selfoss

### Poule 3 (Lengjubikarinn - A deild karla riðill 3)

#### Classement
| Pos | Club                 | Match | G | N | P | Pour | Contre | Dif. | Points |          |
| --- | -------------------- | ----- | - | - | - | ---- | ------ | ---- | ------ | -------- |
| 1   | KR Reykjavík         | 7     | 6 | 0 | 1 | 27   | 7      | +20  | 18     | Qualifié |
| 2   | Breiðablik Kopavogur | 7     | 6 | 0 | 1 | 13   | 6      | +7   | 18     | Qualifié |
| 3   | ÍBK Keflavík         | 7     | 5 | 1 | 1 | 23   | 10     | +13  | 16     | Qualifié |
| 4   | ÍB Vestmannaeyja     | 7     | 3 | 2 | 2 | 18   | 10     | 8    | 11     |          |
| 5   | HK Kópavogur         | 7     | 1 | 3 | 3 | 9    | 17     | -8   | 6      |          |
| 6   | IR Reykjavik         | 7     | 2 | 0 | 5 | 11   | 26     | -15  | 6      |          |
| 7   | Thróttur Reykjavík   | 7     | 1 | 1 | 5 | 10   | 25     | -15  | 4      |          |
| 8   | Grótta Seltjarnarnes | 7     | 0 | 1 | 6 | 6    | 16     | -10  | 1      |          |

#### Matchs
- 20/02/10 - ÍR 0-6 ÍBV
- 21/02/10 - Þróttur R. 1-3 Breiðablik
- 21/02/10 - KR 5-1 HK
- 22/02/10 - Keflavík 3-0 Grótta
- 26/02/10 - HK 1-1 Þróttur R.
- 26/02/10 - Grótta 0-2 Breiðablik
- 26/02/10 - ÍBV 1-4 KR
- 27/02/10 - Keflavík 5-4 ÍR
- 05/03/10 - ÍBV 0-2 Breiðablik
- 07/03/10 - Grótta 1-3 ÍBV
- 09/03/10 - Breiðablik 3-2 HK
- 12/03/10 - Þróttur R. 1-6 ÍBV
- 14/03/10 - HK 1-1 ÍBV
- 14/03/10 - KR 3-2 Keflavík
- 14/03/10 - ÍR 2-1 Grótta
- 17/03/10 - Breiðablik 0-3 Keflavík
- 18/03/10 - ÍR 0-8 KR
- 20/03/10 - Keflavík 4-1 Þróttur R.
- 21/03/10 - Grótta 1-1 HK
- 25/03/10 - Þróttur R. 3-4 ÍR
- 27/03/10 - Keflavík 5-1 HK
- 01/04/10 - KR 5-0 Þróttur R.
- 08/04/10 - ÍR 0-1 Breiðablik
- 14/04/10 - Þróttur R. 3-2 Grótta
- 16/04/10 - Breiðablik 2-0 KR
- 17/04/10 - ÍBV 1-1 Keflavík
- 17/04/10 - HK 2-1 ÍR
- 18/04/10 - KR 2-1 Grótta

### Tableau final (Lengjubikarinn - A deild karla Úrslit)

#### Quart de finale
Les matchs de ce tour ont eu lieu le 22 avril 2010.
- Fram Reykjavík 5-4 ÍBK Keflavík
- KR Reykjavík 4-1 FH Hafnarfjörður
- Thór Akureyri 0-0 Valur Reykjavík (2-4 après tirs au but)
- UMF Grindavík 0-1 Breiðablik Kopavogur

#### Demi-finale
| Date          | Équipe 1        | Résultat | Équipe 2                        |
| ------------- | --------------- | -------- | ------------------------------- |
| 25 avril 2010 | Fram Reykjavík  | 2 - 2    | Breiðablik Kopavogur 3-4 au tab |
| 25 avril 2010 | Valur Reykjavík | 0 - 3    | KR Reykjavík                    |

#### Finale
La finale a eu lieu le 1er mai 2010 au Kórinn de Kópavogur. Elle a opposé le Breiðablik Kopavogur au KR Reykjavík. 
Le KR Reykjavík l'a emporté sur le score de 2 buts à 1.

##### Feuille de match
| Équipes              | Breiðablik Kopavogur - KR Reykjavík |
| Score                | 1-2 |
| Date                 | 1er mai 2010 |
| Stade                | Kórinn (Kópavogur) |
| Arbitre              | Þóroddur Hjaltalín Jr. |
| Buts                 | 43e Björgólfur Hideaki Takefusa 0-1, 45e Mark Rutgers 0-2, 61e Kári Ársælsson 1-2 |
| Breiðablik Kopavogur | Ingvar Þór Kale, Finnur Orri Margeirsson, Kári Ársælsson, Kristinn Steindórsson, Haukur Baldvinsson (Rannver Sigurjónsson 81e), Olgeir Sigurgeirsson (Högni Helgason 89e), Jökull I Elísabetarson, Kristinn Jónsson, Elfar Freyr Helgason, Arnór Sveinn Aðalsteinsson, Rafn Andri Haraldsson (Andri Rafn Yeoman 19e) Entraîneur : Ólafur Helgi Kristjánsson |
| KR Reykjavík         | Bjarni Guðjónsson, Kjartan Finnbogason, Skúli Jón Friðgeirsson, Baldur Sigurðsson, Óskar Örn Hauksson, Björgólfur Hideaki Takefusa (Gunnar Kristjánsson 71e), Viktor Bjarki Arnarsson, Mark Rutgers, Gunnar Örn Jónsson (Ingólfur Sigurðsson 86e), Lars Ivar Moldskred, Jordão Diogo Entraîneur : Logi Ólafsson                                             |
| Avertissement        | Breiðablik Kopavogur : Elfar Freyr Helgason 15e - Jökull I Elísabetarson 56e KR Reykjavík : Skúli Jón Friðgeirsson 16e - Lars Ivar Moldskred 89e |
| Expulsion            | Breiðablik Kopavogur : Elfar Freyr Helgason 75e |

## Source
- http://ksi.is